# 우정의 그라운드
우정의 그라운드는 드림 키드 넷에서 제작한 TV 애니메이션 시리즈이다. 2002년 2월 21일부터 2002년 8월 15일까지 KBS 2TV에서 방영되었다.

## 방송 일시
| 방송 채널 | 방송일                     | 방송 시간 |
| --------- | -------------------------- | --------- |
| KBS2      | 2002년 2월 21일 ~ 8월 15일 | 종료      |

## 등장인물
- 강찬
- 켄이치
- 요시다
- 파올로
- 미키
- 안토니오
- 토르도
- 쿠로자와
- 강찬 아버지
- 사쿠라

## 목소리 출연
- 강수진 - 강찬
- 김승준 - 켄이치
- 임진응 - 요시다
- 성수경 - 파올로
- 송도영 - 미키
- 서문석 - 안토니오
- 김준 - 토르도
- 이재용 - 쿠로자와
- 장광 - 강찬 어버지
- 은미 - 사쿠라

## 스태프
- 감독: 김대중
- 각본: 나카무라 오사무
- 콘티: 김대중, 이시오도리 히로시
- 캐릭터디자인: 김대중, 이이지마 히로야
- 미술: 이봉수, 나가오 히토시 (나가오 히도시 명의)
- 원화: 드림 키드 넷, 신영동화
- 원작: 송신영, 문성규
- 동화: 드림 키드 넷, 신영동화, 중앙동화
- 편집: 김영훈
- 배경: 박재현, 김형철, 최철순
- 2D: 은봉수, 조국상
- 3D: 이동욱, 임영수
- 색지정: 박선이
- 채색: 드림 키드 넷, 야미, 중(주)
- 파이널 체크: 박성태, 문수현
- 음악: 이상용, 이종교, 폴리 사운드
- 음향: 문대현, 박정호, 안인범, 문 스튜디오
- 제작진행: 전완우
- 국제협력: 박승규, 김보현
- EXECUTIVE PRODUCER: 서원태
- CO PRODUCER: 오세옥
- ANIMATION DIRECTOR: 박중호
- 우리말 제작
  - 녹음: 홍유선
  - 그래픽: 박민혜
  - 편집: 문원용, 김준석
  - 번역: 장윤희, 강윤미
  - 연출: 이원희
- 제작: 드림 키드 넷, 손오공

## 주제가
- 오프닝: Do your best

작사: 이원희 / 작곡: 남윤정 / 노래: 나시훈
- 엔딩: Because I love you so

작사: 이원희 / 작곡: 남윤정 / 노래: 이영미 또는 이승연 (불확실)